# Hyperlopha cristifera
Hyperlopha cristifera är en fjärilsart som beskrevs av Walker 1863. Hyperlopha cristifera ingår i släktet Hyperlopha och familjen nattflyn. Inga underarter finns listade i Catalogue of Life.